# 임한룡
임한룡(林漢龍, 1893년 6월 14일 ~ 1961년 9월 4일)은 일제강점기의 관료로, 본적은 경기도 수원군 일형면이다.

## 생애
1909년 4월 10일 수원농림학교 본과를 졸업했다. 1909년 4월 14일부터 1911년 7월 28일까지 권업모범장(勸業模範場) 기수(技手)로 재직했고 1910년 10월 1일부터 1911년 7월 28일까지 조선총독부 권업모범장부속농림학교 조교유(助敎諭)를 겸임했다.
1911년 8월 3일부터 1914년 3월 21일 상전잠사(上田蠶絲) 전문학교 양잠과를 다녔으며 1912년 8월 1일 일본 정부로부터 한국 병합 기념장을 받았다. 1914년 4월 25일 농림학교 조교유로 선임되었고 1914년 9월 30일부터 1920년 4월 15일까지 조선총독부 권업모범장 기수(技手)를 겸임했다.
1921년 5월 1일부터 1922년 7월 20일까지 조선 잠사회(蠶絲會) 기사(技師)를 역임했으며 1922년 4월 8일부터 1923년 3월 31일까지 사립동아강습소(私立東亞講習所)를 설립, 운영했다. 1923년 5월 1일부터 1924년 3월 30일까지 협성학교(協成學校) 교원, 사립경신학교(私立儆新學校) 및 사립정신여학교(私立貞信女學校) 강사로 촉탁되었고 나중에 만주로 이주했다.
1924년 12월 8일부터 1929년 7월 10일까지 봉천거류민회(奉天居留民會) 부이사를 역임했으며 1928년 1월 8일에 열린 재만조선인대회 간담회에서 봉천거류민회 대표로 참석했다. 1929년 7월 10일부터 1933년 12월까지 주식회사 협제공사(協濟公司) 직원으로 근무했고 1929년 11월 30일부터 1933년 11월 30일까지 봉천거류민회 평의원을 역임했다. 1931년 2월 협제공사 서기와 봉천조선인농무조합 이사로 선임되었다.
1931년 9월 18일부터 1934년 3월 1일까지 일어난 만주사변 당시 피난민 구호 작업에 참여했다. 1931년 10월에 열린 전만조선인민회연합회(全滿朝鮮人民會聯合會) 창립대회에서 봉천(奉天, 펑톈) 대표 의원으로 참석했다. 1931년 10월 20일 전만조선인민회연합회 부회장으로 선임되었고 1931년 12월 5일부터 1934년 9월까지 봉천거류민회 부회장을 역임했다. 전만조선인민회연합회 재직 시절 일본의 재만 조선인 통제 활동에 적극 참여했으며 항일 독립 운동 세력 탄압을 위한 자위단 조직에 참여하고 일본군의 만주 주둔을 적극 지지했다.
1932년 4월 26일 재만 조선인 유지 대표 자격으로 국제 연맹 조사위원과 회견을 가졌다. 봉천조선인금융회(奉天朝鮮人金融會) 감사(1932년 7월 6일 선임)와 봉천조선인공조회(奉天朝鮮人共助會) 회장(1934년 1월 24일)을 역임했으며 1934년 9월 만주국 건국공로장 수여에 상신되었다. 봉천체육회 회장(1934년 10월 22일 선임), 만주국 빈강 성(빈장 성) 실업청 사무관(1934년 12월 1일 임명), 선만척식회사 신경(新京, 신징) 주재 참사(1937년 5월 1일 ~ 1941년 3월), 조선인교육후원회 신경지역 위원(1940년 9월 13일)을 역임했다. 민족문제연구소의 친일인명사전 수록자 명단의 해외 부문, 친일반민족행위진상규명위원회가 발표한 친일반민족행위 705인 명단에 포함되었다.

## 참고자료
- 친일반민족행위진상규명위원회 (2009). 〈임한룡〉. 《친일반민족행위진상규명 보고서 Ⅳ-15》. 서울. 252~267쪽.